# Santaquin
Santaquin – miasto w Stanach Zjednoczonych, w stanie Utah, w hrabstwie Juab.